# Frédéric Marguet
Pour les articles homonymes, voir Marguet.
Fréderic Marguet (Alger, 11 juin 1874-Villeneuve-Loubet, 2 juin 1951) est un officier de marine français. Enseignant à l'Ecole navale, il a écrit sur l'histoire des techniques de navigation ainsi que sur les recherches de Bergson.

## Biographie
Fréderic Marguet entre à l'École navale en 1891, dont il sort premier de sa promotion. Après une douzaine d'années passées en mer, il revient à l'École navale en qualité de professeur d'architecture navale, puis d'astronomie et de navigation maritime. Il y fait toute sa carrière, dans le cadre actif d'abord, puis dans le cadre «de résidence fixe» réservé aux officiers dont certaines aptitudes spéciales étaient utiles à la Marine nationale dans d'importantes fonctions sédentaires exclusives du service général.
Parvenu à la limite d'âge en 1933, au grade de capitaine de vaisseau, il est maintenu à l'École à titre civil comme secrétaire archiviste, en fait Directeur des études. Il se retire ensuite à Paris, en 1937, puis à Villeneuve-Loubet en 1940.
Son enseignement a sur les jeunes générations maritimes une influence considérable aussi bien dans la marine marchande que dans la marine militaire. Beaucoup de professeurs de navigation furent formés par le commandant Marguet qui s'est montré dans ce domaine le continuateur de l'œuvre du commandant Émile Guyou.
Cet enseignement se trouve exposé dans deux ouvrages : Cours d'astronomie de l'École Navale et Cours de navigation et de compas. Ce dernier expose de nombreux développements sur la théorie des courbes de hauteur et les propriétés des segments capables sphériques. En 1926, l'Académie reconnaît la haute valeur de ces innovations en lui attribuant le prix Plumey. Fréderic Marguet poursuit ensuite ses recherches personnelles par la suite, et en facilite l’application à l’aéronautique, comme en témoigne une note intéressante sur le point au moyen des relèvements radiogoniométriques insérée au Comptes rendus, en 1935.
Fréderic Marguet s'est montré aussi très habile observateur. Une longue série d’observations précises des satellites de Jupiter entreprise à Brest attire l'attention de l’astronome Marie-Henri Andoyer qui utilise ces résultats pour rectifier les tables des satellites dans la Connaissance des Temps. Fréderic Marguet contribue aussi largement par ses publications dans la Revue maritime et dans les mémoires de l'académie de Marine à divulguer les idées nouvelles sur les mouvements généraux de l’atmosphère et la genèse des marées.
Enfin, Frédéric Marguet a consacré une partie importante de son œuvre à l'histoire des sciences et à la philosophie. Son Histoire de la longitude à la mer au XVIIIe siècle lui vaut, en 1915, une part du prix Binoux de l'Académie des sciences et une médaille d'or de la Société de géographie. Cette remarquable esquisse est complétée par une Histoire générale de la navigation du XVe au XXe siècle (1931) qui constitue un ouvrage très complet. Il écrit également des études sur la connaissance des Temps, le planisphère de Mercator, les portulans, la Mission du passage de Venus à l'ile Saint-Paul, le périple de Baudin en Australie, etc.
Du côté de la philosophie, il écrit un article sur De l'origine des espèces, apprécié par Henri Bergson, un important mémoire inséré dans la Revue de métaphysique et de morale (1902-1903) sous le titre : Essai d'ontologie, et une étude sur l'Idée de Patrie (id. 1904).
Il est, en 1937, élu Correspondant de l'Académie dans la Section de géographie et navigation, dernière consécration d'une carrière vouée au service du pays, de la marine et de la science. Les dernières années de sa vie sont assombries par la mort de son fils en Indochine. Jusqu'à sa mort, il continue à travailler sur son Histoire de la navigation.

## Œuvres
- Cours de navigation et de compas, 1913
- Cours d'astronomie de l’École navale, 1916
- Histoire de la longitude à la mer au XVIIIe siècle, 1917
- Histoire général de la navigation du XVe au XXe siècle, 1931
- La Distribution des marées à la surface du globe, 1934